# Robin Haase
Robin Haase (født 6. april 1987) er en nederlandsk tennisspiller. Han repræsenterede sit land under Sommer-OL 2012 i London, hvor han blev slået ud i første runde i single.